# JPMorgan Chase Tower (Houston)
Pour les articles homonymes, voir JPMorgan Chase Tower.
La JPMorgan Chase Tower ou Texas Commerce Tower est un gratte-ciel situé à Houston.
Avec plus de 300 mètres de haut, c'est la plus haute tour du Texas et la 22e tour des États-Unis.
Elle a subi d'importants dégâts lors du passage de l'ouragan Ike en septembre 2008.
La tour était prévue pour avoir 80 étages au départ mais sur ordre de la Federal Aviation Administration elle a été "raccourcie" à 75.